# Toyota Probox
Toyota Probox – samochód użytkowy produkowany pod japońską marką Toyota od lipca 2002 roku. Bliźniaczym pojazdem produkowanym przez Toyotę jest model Succeed, Probox jest nieco mniejszy. Dostępna była wersja użytkowa (van) jak i osobowa (kombi). Samochód miał zastąpić w gamie Toyoty modele Corolla van i Sprinter van. Nazwa pochodzi od kombinacji angielskich słów professional i box.
W wersji van ładowność wynosiła 400 kg plus dwóch pasażerów, długość przestrzeni ładunkowej wynosiła 1310 mm. Do napędu używano trzech silników R4: benzynowych 2NZ-FE (1.3, 87 KM) i 1NZ-FE (1.5 109 KM, od kwietnia 2003 także w wersji przystosowanej do pracy na CNG) oraz wysokoprężnego 1ND-TV (1.4 72 KM) wyposażonego w układ common rail (sprzedawany do września 2007, tylko w wersji van).
Moc przenoszona była na oś przednią poprzez 4-biegowy automat bądź 5-biegową skrzynię manualną. Silnik 1.5 dostępny był także z permanentnym napędem AWD V-flex.

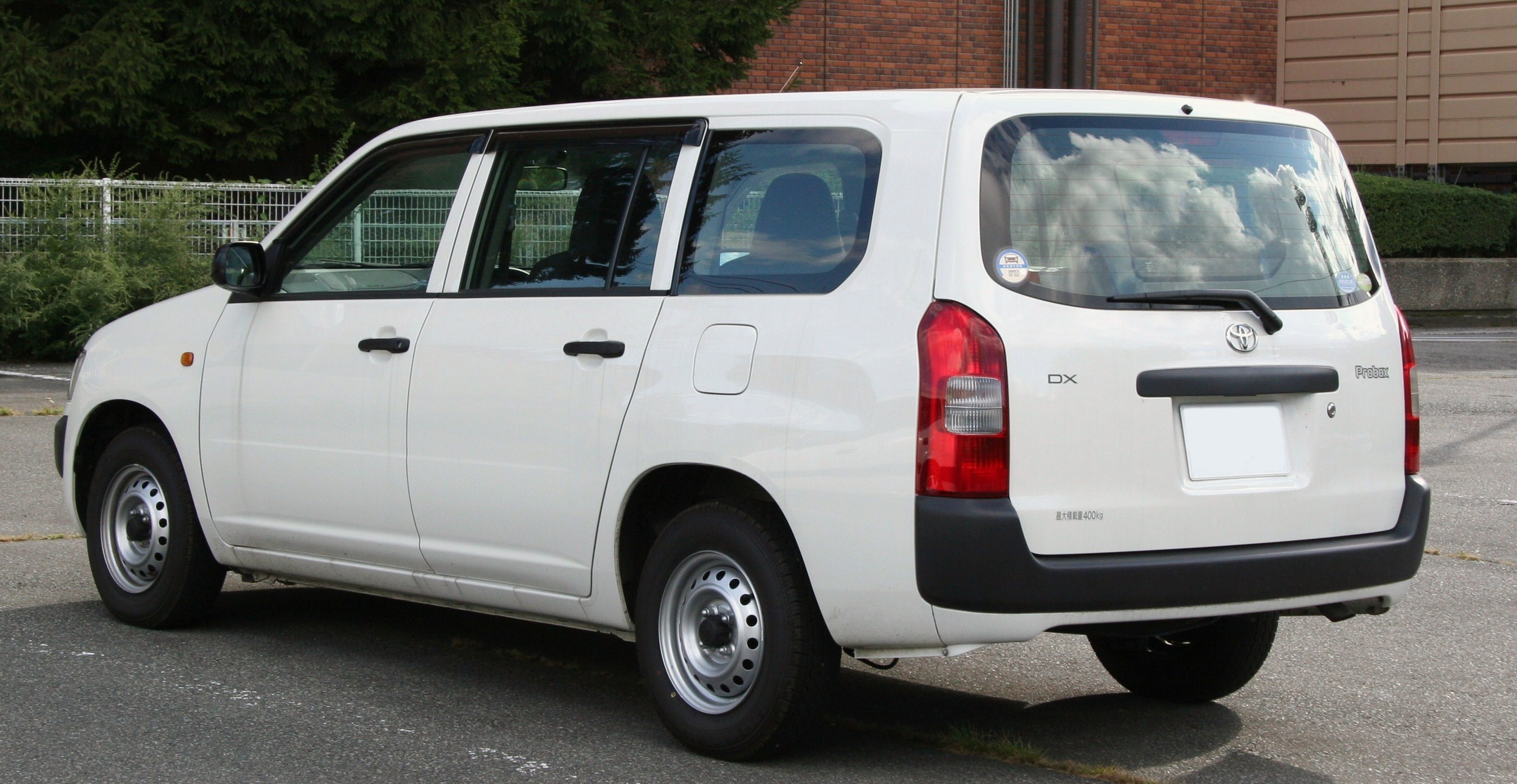
Tył nadwozia

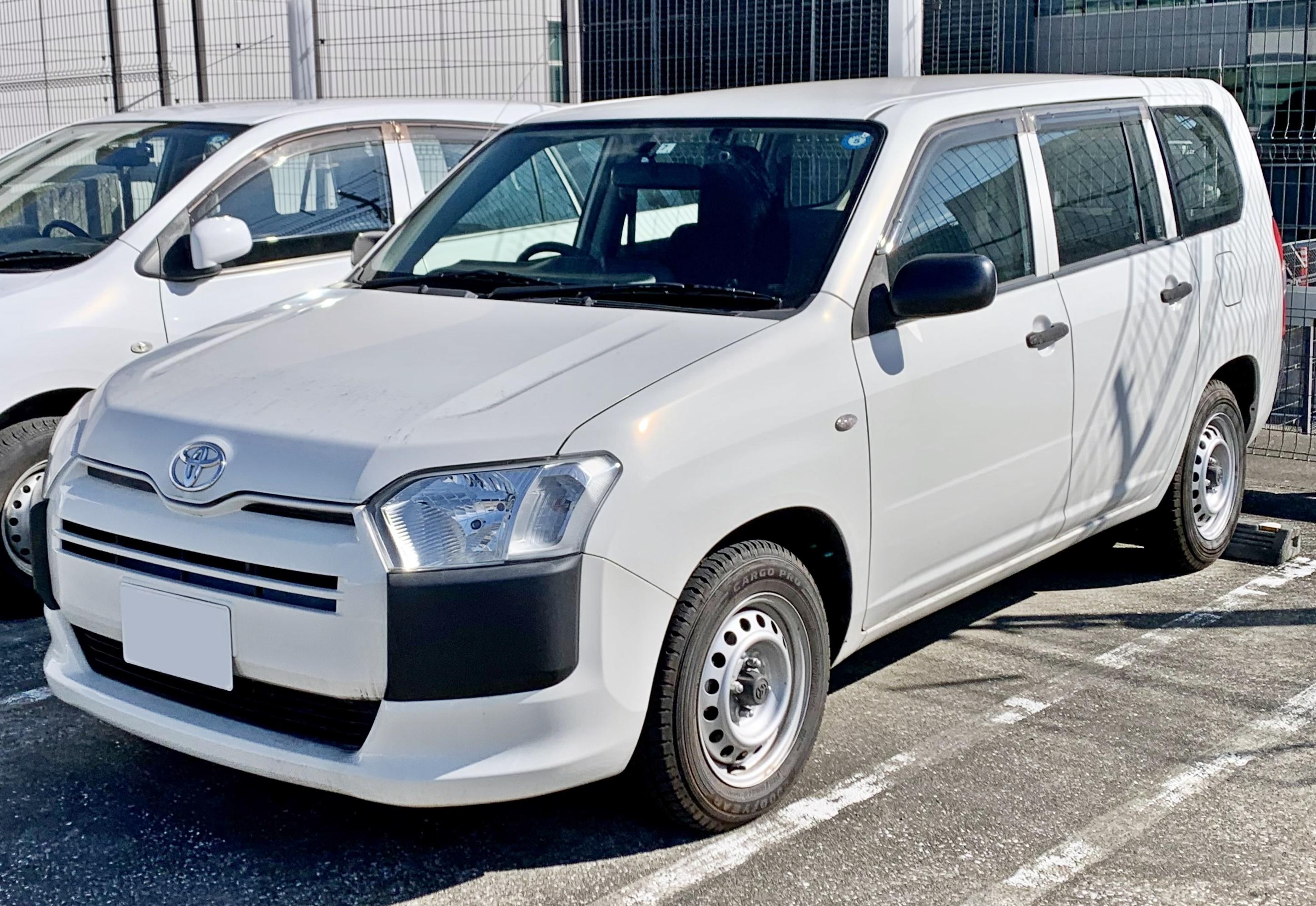
Wersja po faceliftingu w 2014